# Moзgi
«MOЗGI» (ранее «MOZGI») — украинская группа танцевальной музыки.

## О коллективе
Согласно самоопределению группы, их музыка сочетает «западные биты с восточными мотивами», а также электро-хаус с хип-хопом. В сентябре 2014 года был представлен дебютный клип «Аябо». В августе 2015 года группа презентовала свой дебютный альбом «Электрошаурма». Логотип группы разработан на основе эмблемы лейбла «MO3GI Entertainment». Участники группы выступают в чёрной одежде.
После вторжения России на территорию Украины компания приняла решение о смене буквы «Z» на украинскую «З» в названии, поскольку российская армия использует символ «Z» в обозначении своей техники и сил.

## Дискография

### Песни
| Год  | Название песни                                 | Альбом              |
| ---- | ---------------------------------------------- | ------------------- |
| 2014 | Аябо                                           | Электрошаурма       |
| 2014 | Хлам                                           | Электрошаурма       |
| 2015 | Ножомпо                                        | Электрошаурма       |
| 2015 | Япопопо                                        | Электрошаурма       |
| 2015 | Брат                                           | Электрошаурма       |
| 2015 | Вылюби                                         | Электрошаурма       |
| 2015 | Хит моего лета                                 | Электрошаурма       |
| 2015 | Вертолёт                                       | Электрошаурма       |
| 2015 | ХалаХала                                       | Электрошаурма       |
| 2015 | Висимвсе                                       | Электрошаурма       |
| 2015 | Bayla                                          | Электрошаурма       |
| 2015 | О всё= (feat. Александр Стёганов)              | Электрошаурма       |
| 2015 | Всё будет лучше                                | Электрошаурма       |
| 2016 | Полицаи                                        | Bar (мини-альбом)   |
| 2016 | Любовь                                         | Bar (мини-альбом)   |
| 2016 | Бармен                                         | Bar (мини-альбом)   |
| 2016 | Курица                                         | Bar (мини-альбом)   |
| 2016 | Две шлюхи                                      | Bar (мини-альбом)   |
| 2016 | Amor (feat. Мишель Андраде)                    | На белом            |
| 2017 | Атятя                                          | На белом            |
| 2017 | Мощь / Сила                                    | На белом            |
| 2017 | Ипо Ипо                                        | На белом            |
| 2017 | What?!                                         | На белом            |
| 2017 | Кайф Сёрфинг                                   | На белом            |
| 2017 | Ипо Ипо                                        | На белом            |
| 2017 | Хватит тусить                                  | Внеальбомные синглы |
| 2018 | Алё Алё                                        | Внеальбомные синглы |
| 2018 | Промінь (feat. Время и Стекло, Мишель Андраде) | Внеальбомные синглы |
| 2018 | Влажный Пляжный Движ                           | Внеальбомные синглы |
| 2018 | Вынос мозга                                    | Внеальбомные синглы |
| 2018 | Полюбэ                                         | Внеальбомные синглы |
| 2019 | Digitalization                                 | Middle Finger       |
| 2019 | Chooyka                                        | Внеальбомные синглы |
| 2019 | 999                                            | Middle Finger       |
| 2019 | Space Sheeps                                   | Middle Finger       |
| 2020 | 20s (feat. Время и Стекло, Мишель Андраде)     | Внеальбомные синглы |
| 2020 | No Hugs No Kisses                              | Внеальбомные синглы |
| 2020 | Chica Bamboni                                  | Kyivstyle           |
| 2020 | Покажу тебе Magic (feat. Magic Five)           | Kyivstyle           |

### Альбомы
| Название альбома | Треков | Релиз      | Тип альбома         |
| ---------------- | ------ | ---------- | ------------------- |
| BIKINI ALBUM     | 5      | 19.01.2015 | мини, предрелизный  |
| Электрошаурма    | 21     | 14.07.2015 | студийный, дебютный |
| Bar              | 9      | 18.04.2016 | студийный           |
| На белом         | 13     | 17.03.2017 | студийный           |
| Вынос мозга      | 9      | 05.10.2018 | концертный          |
| Middle Finger    | 16     | 18.10.2019 | студийный           |
| KYIVSTYLE        | 15     | 11.12.2020 | студийный           |

«Предрелизный» BIKINI ALBUM не учитывается в официальной дискографии группы; в него входят песни: «Аябо», «Ножомпо», «Япопопо», «Брат», «Хлам». Следующий альбом, под названием «Электрошаурма», состоит из 21 композиции, включая все 5 треков из альбома BIKINI ALBUM.
Альбомы «Электрошаурма», «Bar» и «На белом», помимо песен, включают в себя скиты.
Альбом «Вынос мозга» считается концертным, поскольку в него входит 8 композиций live-версии: «Хлам», «Аябо», «Хит моего лета», «Вертолёт», «Любовь», «Атятя», «Влажный пляжный движ», «Вынос Мозга» и только одна студийная — «Вынос Мозга». Live версии были записаны 3 июля 2018 года, во время выступления на фестивале Atlas Weekend.

## Видеография
| Год  | Клип                                                | Режиссёр                              | Альбом          |
| ---- | --------------------------------------------------- | ------------------------------------- | --------------- |
| 2014 | «Аябо»                                              | Леонид Колосовский, Алексей Потапенко | «Электрошаурма» |
| 2014 | «Хлам»                                              | Леонид Колосовский                    | «Электрошаурма» |
| 2015 | «Ножомпо»                                           | Леонид Колосовский                    | «Электрошаурма» |
| 2015 | «Хит моего лета»                                    | Леонид Колосовский                    | «Электрошаурма» |
| 2015 | «Вертолёт»                                          | Леонид Колосовский                    | «Электрошаурма» |
| 2016 | «Любовь»                                            | Леонид Колосовский                    | «Bar»           |
| 2016 | «Amor» (feat. Мишель Андраде)                       | Леонид Колосовский                    | «На белом»      |
| 2017 | «Атятя»                                             | Леонид Колосовский                    | «На белом»      |
| 2017 | «Мощь/Сила»                                         | Дима Архипович, Максим Шелковников    | «На белом»      |
| 2018 | «Алё Алё» (Lyric Video)                             | Danny Kekspro                         | без альбома     |
| 2018 | «Промiнь» (feat. Время и Стекло, Мишель Андраде)    | Максим Шелковников                    | без альбома     |
| 2018 | «Влажный пляжный движ»                              | Леонид Колосовский                    | без альбома     |
| 2018 | «Полюбэ»                                            | Леонид Колосовский                    | без альбома     |
| 2019 | «Digitalization»                                    | Алексей Махуренко                     | «Middle Finger» |
| 2019 | «Chooyka»                                           | Максим Ксёнда                         | без альбома     |
| 2019 | «999»                                               | Алексей Бондарь                       | «Middle Finger» |
| 2019 | «Space Sheeps»                                      | Алексей Махуренко                     | «Middle Finger» |
| 2020 | «Девчонка»                                          | Максим Шелковников, Денис Маноха      | «Middle Finger» |
| 2020 | «20s» (feat. Время и Стекло, U_C, Michelle Andrade) | Марк Тельпис, Рома Шпарук             | без альбома     |
| 2020 | «No Hugs No Kisses»                                 | Максим Шелковников, Денис Маноха      | без альбома     |
| 2020 | «Chica Bamboni»                                     | Алан Бадоев                           | «Kyivstyle»     |
| 2020 | «Покажу тебе Magic» (Mood Video) (feat. Magic Five) | Сергей Жуковский, Влад Яковенко       | «Kyivstyle»     |

## Награды
| Год  | Премия                    | Номинация         | Примечания                          | Результат |
| ---- | ------------------------- | ----------------- | ----------------------------------- | --------- |
| 2015 | YUNA                      | Открытие года     |                                     | Номинация |
| 2015 | M1 Music Awards           | Проект года       |                                     | Номинация |
| 2016 | YUNA                      | Лучший поп-группа |                                     | Номинация |
| 2016 | M1 Music Awards           | Проект года       |                                     | Победа    |
| 2017 | YUNA                      | Лучший поп-группа |                                     | Номинация |
| 2017 | M1 Music Awards           | Проект года       | Michelle Andrade feat. MOZGI — Amor | Победа    |
| 2017 | M1 Music Awards           | Группа года       |                                     | Номинация |
| 2018 | YUNA                      | Лучшая поп-группа |                                     | Номинация |
| 2018 | YUNA                      | Лучший дуэт       | Michelle Andrade feat. MOZGI — Amor | Номинация |
| 2018 | M1 Music Awards           | Группа года       |                                     | Номинация |
| 2018 | M1 Music Awards           | Проект года       | All stars MOZGI Ent. — Промінь      | Номинация |
| 2019 | Золотая жар-птица         | Хит года          | All stars MOZGI Ent. — Промінь      | Номинация |
| 2019 | Berlin Music Video Awards | Самое трешовое    | MOZGI — Полюбэ                      | Номинация |
| 2019 | M1 Music Awards           | Группа года       |                                     | Номинация |